# Pierre de Liedekerke de Pailhe
Pierre Charles Marie Joseph graaf de Liedekerke de Pailhe (Brussel, 31 maart 1869 - Jehay-Bodegnée, 16 september 1943) was een Belgische politicus voor de Katholieke Partij.

## Biografie

### Familie
Graaf Pierre de Liedekerke was een zoon van graaf Édouard de Liedekerke (1831-1913), burgemeester van Pailhe, en Jeanne de Ferrière Le Vayer (1847-1923), dochter van een Franse diplomaat.
Hij trouwde in 1908 in Rutten met Marie-Thérèse de Hemricourt de Grunne (1878-1961), dochter van graaf Arthur de Hemricourt de Grunne, burgemeester van Rutten, provincieraadslid van Limburg en senator. Ze kregen twee zoons en een dochter:
- Édouard de Liedekerke de Pailhe (1909-1998), burgemeester van Pailhe en voorzitter van de provincieraad van Luik, trouwde in 1947 in Duras met Clémentine d'Oultremont (1913-2006), dochter van graaf Emmanuel d'Oultremont, burgemeester van Duras, en kleindochter van graaf Adhémar d'Oultremont. Ze kregen drie zoons, maar zonder nakomelingen.
- Gérard de Liedekerke de Pailhe (1912-1996), trouwde in 1946 in Graven met Bernadette de Spoelberch (1920-2006), kleindochter van graaf Adrien d'Oultremont. Ze kregen twee zoons en drie dochters, met afstammelingen tot heden.
- Thérèse de Liedekerke de Pailhe (1923-2020), trouwde in 1953 in Verlaine met graaf Philippe Cornet d'Elzius du Chenoy (1922-2020), kleinzoon van graaf Adrien d'Oultremont. Het huwelijk bleef kinderloos.

### Loopbaan
De Liedekerke promoveerde tot doctor in de rechten. Hij werd in 1903 voor de katholieken verkozen tot gemeenteraadslid van Jehay-Bodegnée, waar hij van 1905 tot 1926 burgemeester was. Van 1909 tot 1912 was hij ook provincieraadslid van Luik. Van 1912 tot 1936 zetelde hij vervolgens voor het arrondissement Luik in de Kamer van volksvertegenwoordigers.
Van 10 december 1925 tot 24 februari 1926 was hij een paar maanden minister van Economische Zaken en vervolgens tot 20 mei 1926 in opvolging van Aloys Van de Vyvere nog enkele maanden minister van Landbouw.
Hij overleed in 1943 op het kasteel van Oudoumont.